# Frontón Labrit
El Frontón Labrit es un frontón corto de Pelota vasca en el que se pueden disputar las modalidades de mano y pala corta. Localizado en la localidad de Pamplona, provincia de Navarra (España). Fue construido en 1952 a fin de responder con un frontón de garantías a la alta demanda por parte de los profesionales y los aficionados de la capital navarra. Fue sede del Campeonato del Mundo de Pelota Vasca de 1962, posteriormente fue reformado en 1986 y, en 2002 se adecuó como sede principal del Campeonato del Mundo de Pelota Vasca de 2002, celebrándose en el mismo las ceremonias de inauguración y clausura.
También conocido como La Bombonera, por el gran ambiente que se forma en los partidos que se disputan en el mismo, dada la gran afición a la pelota que hay en Pamplona. Se destina a cubrir las necesidades de desarrollo de entrenamientos y partidos de pelotaris y clubes pertenecientes a la Federación Navarra de Pelota, que es quien gestiona el Frontón. También se desarrollan en el mismo algunos programas deportivos municipales y, en determinadas fechas, actividades culturales.
Además es la sede habitual de las finales del Campeonato navarro del Cuatro y Medio, habiendo acogido además varias finales del Manomanista de 2ª categoría y la final del Campeonato de Euskadi del Cuatro y Medio de 2000.